# تپه ایوت
تپه ایوت در شهرستان ملایر، بخش مرکزی، دهستان حرم رودعلیا، روستای شوشاب واقع شده و این اثر در تاریخ ۷ اسفند ۱۳۸۶ با شمارهٔ ثبت ۲۱۶۳۶ به‌عنوان یکی از آثار ملی ایران به ثبت رسیده است.